# CE-Seetauglichkeitseinstufung

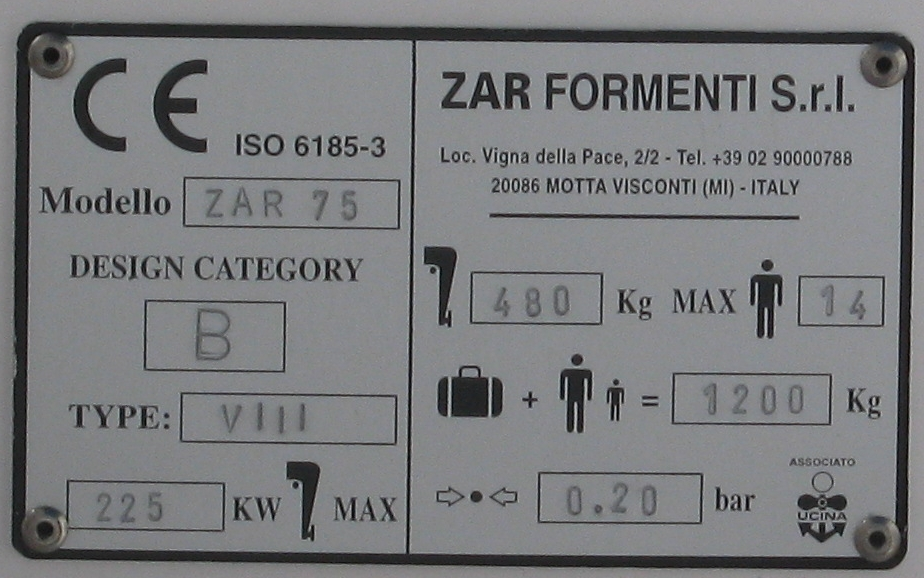
Ein CE-Typenschild der Kategorie B. Es gibt Auskunft über die Seetauglichkeitseinstufung, zugelassene Passagierzahl, zugelassenes Gepäck und Motorgewicht, höchste zugelassene Motorisierung und den zugelassenen Luftdruck bei Schlauchbooten.

Die Sportbootrichtlinie (offizieller Name Richtlinie 2013/53/EU des europäischen Parlaments und des Rates) ist eine EU-Norm, die für die Sicherheit von Wasserfahrzeugen, die in den Mitgliedstaaten in Verkehr gesetzt werden, einheitliche Standards garantieren soll.

## Inhalt
Mit der Einführung der CE-Kennzeichnung wurden auch Wasserfahrzeuge, die innerhalb des Europäischen Wirtschaftsraumes in der Sport- und Freizeitschifffahrt genutzt werden, so genannten „harmonisierten“ Regeln unterworfen.
Die EU-Sportbootrichtlinie wurde in Deutschland durch die Zehnte Verordnung zum Produktsicherheitsgesetz (Verordnung über Sportboote und Wassermotorräder – 10. ProdSV) umgesetzt und gilt für Sportboote, die nach dem 15. Juni 1998 gebaut worden sind bzw. erstmals in der EU in Verkehr gebracht und in Betrieb genommen werden. Sie gilt auch für deren erforderliche feste Bordausrüstung und Ausrüstungsgegenstände. Die Sportbootrichtlinie betrifft nicht die Boote der Berufsschifffahrt. Hier sind Klassifikationsgesellschaften zuständig.
Es gibt die vier Auslegungskategorien A bis D. Kategorie A enthält die höchsten Anforderungen und muss von Booten erfüllt werden, die auch in schweres Wetter geraten können, die Kategorien C und D sind vorwiegend für küstennahen Verkehr oder für Binnengewässer vorgesehen. Die Kategorien sind durch konkrete Grenzwerte für Windstärke (in Beaufort) und Wellenhöhe (in Metern) festgelegt. Die CE-Einstufung (Kategorie) muss gut sichtbar im Boot im Bereich des Steuerstandes angebracht werden. Sie gibt dem Bootsführer eine Orientierung, bei welchen Wetterverhältnissen er das Boot sicher bewegen kann. Die Benennung der Kategorien auch nach der Distanz zur Küste – A für Hochsee, B für außerhalb von Küstengewässern, C für küstennahe Gewässer und D für geschützte Gewässer – wurde in der überarbeiteten Fassung der Richtlinie von 2013 (gültig seit 2016) abgeschafft, denn das Verhalten von Seegang und Wind korreliert nicht notwendigerweise mit der Distanz zur Küste, sondern wesentlicher mit der geographischen Breite und der Jahreszeit.

## Auslegungskategorien
Die Richtlinie bezieht sich auf Sportboote mit einer Rumpflänge von 2,5 bis 24 Meter, sowie Wassermotorräder.
Die Seetauglichkeit wird dabei in vier Kategorien unterteilt, gekennzeichnet durch die Buchstaben A bis D. Diesen sind Windstärken und Wellenhöhen zugeordnet, denen das Wasserfahrzeug bei voller Beladung sicher widerstehen muss. Der Hersteller eines Sportboots hat die Einordnung zur entsprechenden Kategorie spätestens zum Zeitpunkt des Inverkehrbringens zu deklarieren. Jede im Boot verbaute Komponente muss ebenfalls der Richtlinie entsprechen.
| Kategorie | Windstärke (Beaufort) | Signifikante Wellenhöhe  | Beschreibung |
| --------- | --------------------- | ------------------------ | --- |
| A         | über 8                | über 4 m                 | Ausgelegt für ausgedehnte Fahrten, bei denen Wetterverhältnisse mit einer Windstärke über 8 (Beaufort-Skala) und signifikanten Wellenhöhen über 4 m auftreten können (z. B. im Hochseebereich) und die diese Boote weitgehend aus eigener Kraft überstehen können, jedoch ausschließlich extremer Wetterverhältnisse (z. B. Hurrikans).                                                 |
| B         | bis einschließlich 8  | bis einschließlich 4 m   | Ausgelegt für Fahrten, bei denen Wetterverhältnisse mit einer Windstärke bis einschließlich 8 und Wellenhöhen bis einschließlich 4 m auftreten können (z. B. außerhalb von Küstengewässern). |
| C         | bis einschließlich 6  | bis einschließlich 2 m   | Ausgelegt für Fahrten, bei denen Wetterverhältnisse mit einer Windstärke bis einschließlich 6 und Wellenhöhen bis einschließlich 2 m auftreten können (z. B. in küstennahen Gewässern, großen Buchten, Flussmündungen, Seen und Flüssen). |
| D         | bis einschließlich 4  | bis einschließlich 0,3 m | Ausgelegt für Fahrten, bei denen Wetterverhältnisse mit einer Windstärke bis einschließlich 4 und signifikanten Wellenhöhen bis einschließlich 0,3 m und gelegentlich Wellenhöhen von höchstens 0,5 m, beispielsweise aufgrund vorbeifahrender Schiffe, auftreten können (z. B. in geschützten küstennahen Gewässern, kleinen Buchten, auf kleinen Seen, schmalen Flüssen und Kanälen). |

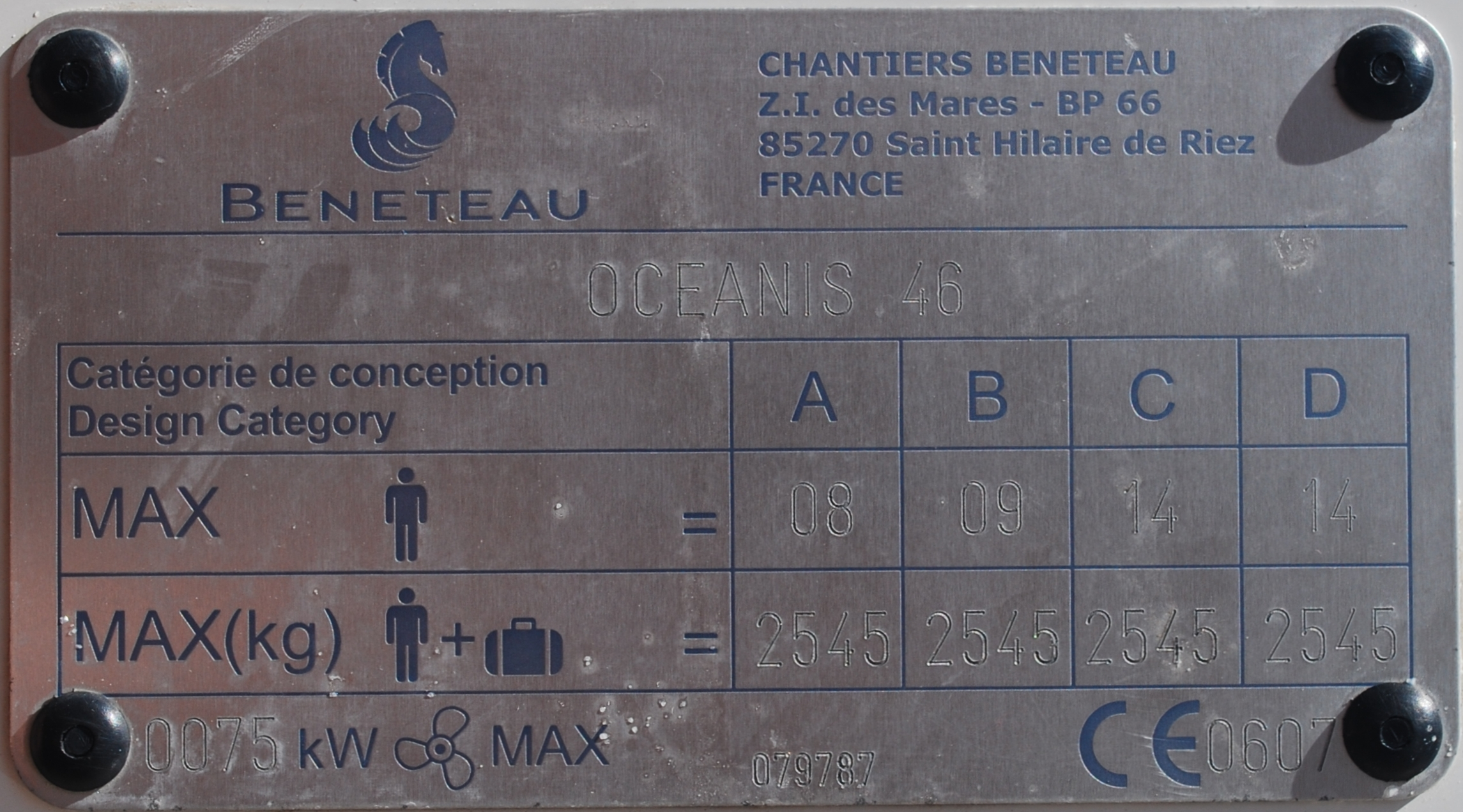
Plakette an einer modernen hochseetauglichen Segelyacht

Teilweise wird hinter dem Buchstaben noch eine Zahl aufgeführt. Dies ist die für das entsprechende Fahrgebiet höchste zulässige Personenzahl. Gegebenenfalls folgen darauf weitere Buchstaben-Zahlen-Kombinationen. „A6B7C10D12“ wäre also ein Schiff, mit dem 6 Personen sicher über die Hochsee fahren können. Wenn das Seegebiet sicherer wird, dürfen mehr Personen mitfahren.
Neben dem Rumpf und bei Segelschiffen der Takelage muss auch die übrige Ausrüstung entsprechend hohe Wellen und Windstärken unbeschadet überstehen können. In den Kategorien A und B ist in der Regel für jede Person eine Koje vorhanden, denn diese Schiffe sind für mehrwöchige oder zumindest mehrtägige Reisen ohne Zwischenstopp vorgesehen. Mit der CE-Kennzeichnung wird auch kenntlich gemacht, welche Sicherheitsausrüstung für das Schiff vorzusehen ist. Bei Schiffen der Kategorien A und B sowie bei Schiffen der Kategorie C und D mit mehr als 6 Metern Länge muss beispielsweise ein Stauraum für eine Rettungsinsel vorgesehen sein. Auch die Anbringungsorte von Feuerlöschern sind vom Hersteller des Sportboots zu bezeichnen, sofern er sie nicht bereits mitliefert. Mehrrumpfboote, die anfällig für eine Kenterung sind, müssen einen Notausstieg im Boden aufweisen.
Die Seetauglichkeitseinstufung bezüglich Stabilitätsumfang und Kenterwinkel wird in wesentlichen Teilen anhand theoretischer, am Computer errechneter Werte bestimmt. Die tatsächlichen Werte können bei einem konkreten Boot davon abweichen, insbesondere aufgrund der Beladung oder der Unterschiede zwischen Planung und Ausführung. Die Klassifizierung allein ist für die Seetauglichkeit und insbesondere auch die Seetüchtigkeit nicht hinreichend. Der Eigner und der Schiffsführer sind dafür verantwortlich, dass das Schiff und seine Ausrüstung für die vorgesehene Reise in einem seetüchtigen Zustand sind und auch bleiben. Dazu gehören die regelmäßige Wartung des Schiffs und seiner Sicherheitsausrüstung sowie Ausbildung und Training der Crew. Die Garantie, dass ein Schiff die Anforderungen der Kategorie A erfüllt, betrifft zudem primär das Schiff selber und nicht die Crew oder ihr Leben an Bord. So werden viele beliebte Schiffsmodelle heute mit dem Fokus auf Komfort gebaut, was unter Umständen die tatsächliche Tauglichkeit unter schweren Seegangsbedingungen einschränkt, denn ein offener, weiter Salon bietet zum Beispiel weniger Möglichkeiten, sich festzuhalten. Eine unerfahrene Crew wird in schwerem Wetter zudem möglicherweise seekrank, kennt den Umgang mit Sturmsegeln nicht oder es macht sich Panik breit. Wesentliche Gefahren der See bestehen unabhängig vom Fahrtgebiet und der Größe des Schiffes – Navigationsfehler können unabhängig vom Schiff zu einer Strandung führen und in Küstennähe ist das Verkehrsaufkommen höher, so dass Kollisionen wahrscheinlicher sind.
Die Seetüchtigkeit wird bei nicht ausrüstungspflichtigen Schiffen (in Deutschland alle nur privat eingesetzten Yachten) nicht regelmäßig überprüft, weder in Bezug auf das Schiff noch auf die Crew. Im Falle einer Havarie muss der Eigner oder der Schiffsführer allerdings mit Konsequenzen rechnen, wenn ihm Fahrlässigkeit nachgewiesen wird.
Besonderes Gewicht legt die CE-Richtlinie auch auf die Sicherheit von Motoren und ihrer Betriebsstoffe. Ottokraftstoff (Benzin) ist leicht entflammbar und leicht flüchtig und kann so in einem geschlossenen Schiffsrumpf eine erhebliche Gefahr darstellen. Motorräume für Benzinmotoren müssen daher gut belüftet und mit wirksamen Feuerlöschmitteln versehen sein. Dieselkraftstoff ist in dieser Beziehung wesentlich weniger gefährlich, weshalb Innenbordmotoren von Verdrängern (darunter fast alle Segelschiffe) fast ausschließlich Dieselmotoren sind. Gleichzeitig erlässt die Richtlinie auch die zugehörigen Abgasemissionsvorschriften.
Zu jedem Schiff muss der Hersteller ein Handbuch für den Schiffsführer (Eignerhandbuch) und gegebenenfalls ein Motorenwartungshandbuch in einer für den Endkunden verständlichen Sprache mitliefern.

## Ausnahmen
Von der Kennzeichnungspflicht sind einige Bootsarten ausgenommen. Dazu gehören:
- Eigenbauten (solange sie während eines Zeitraums von fünf Jahren nicht verkauft werden)
- historische Wasserfahrzeuge mit einem Entwurfsdatum vor 1950
- Renn- und Trainingsboote
- Surfbretter
- Kanus und Kajaks
- Tretboote und Gondeln
- Jetskis (wenn sie vor 2006 erstmals im EU-Raum in Verkehr gebracht wurden – Richtlinie 2003/44/EG)
- Luftkissenfahrzeuge
- Tragflügelboote[1]

Ebenfalls von der Kennzeichnungspflicht ausgenommen sind Boote, die vor 1995 bereits im Geltungsbereich der Norm registriert waren, auch dann wenn sie innerhalb des Geltungsbereichs verkauft werden. Die Kennzeichnung wird aber bei der Einfuhr in den Europäischen Wirtschaftsraum verlangt, unabhängig vom Alter der Schiffe. So ist beispielsweise die Einfuhr von in den USA gebauten Booten in Europa teilweise mit großem Aufwand verbunden.